# Polymixis erythra
Polymixis erythra là một loài bướm đêm trong họ Noctuidae.